# (18190) Michaelpizer
(18190) Michaelpizer (2000 QY89) – planetoida z pasa głównego asteroid okrążająca Słońce w ciągu 4,1 lat w średniej odległości 2,56 j.a. Odkryta 25 sierpnia 2000 roku.